# 김수진 (기자)
김수진(1977년 7월 21일 ~ )은 대한민국 MBC의 기자이다.

## 학력
- 이화여자대학교 학사

## 경력
- 2001년 12월 : 19기 공채 문화방송 기자
- 문화방송 보도국 스포츠 취재부 기자
- 문화방송 보도국 사회1부 기자
- 문화방송 보도국 경제부 기자
- 문화방송 보도국 정치부 기자
- 문화방송 보도국 뉴스편집부 기자
- 2017년 12월 ~ 2019년 7월 : 문화방송 보도국 앵커
- 문화방송 기자협회장
- 문화방송 보도본부 보도국 정치사회에디터 정치팀 기자
- 문화방송 보도본부 보도국 경제팀 기자
- 문화방송 보도본부 보도국 인권사회팀 기자
- 2021년 7월 ~ 2024년 7월: 문화방송 보도본부 보도국 워싱턴 특파원
- 2024년 7월 ~ 2025년 6월: 문화방송 보도본부 보도국 취재센터 국제팀장
- 2025년 6월 ~ : 문화방송 보도본부 보도국 취재센터 경제팀장

## 방송
- 《MBC 뉴스투데이》: 2005년 4월 23일 ~ 2007년 3월 10일(주말앵커)
- 《MBC 뉴스 24》: 2011년 12월 21일 ~ 2012년 1월 18일
- 《MBC 뉴스데스크》: 2017년 12월 30일 ~ 2019년 7월 21일(주말앵커)